# ネバダ (原子力潜水艦)
|          |                                                                 |
| 艦歴     |                                                                 |
| 発注     | 1981年1月7日                                                    |
| 起工     | 1983年8月8日                                                    |
| 進水     | 1985年9月14日                                                   |
| 就役     | 1986年8月16日                                                   |
| その後   | 就役中                                                          |
| 母港     | ワシントン州バンゴール                                          |
| 性能諸元 |                                                                 |
| 排水量   | 水上：16,765 トン 水中：18,750 トン                             |
| 全長     | 170.69 m (560 ft)                                               |
| 全幅     | 12.8 m (42 ft)                                                  |
| 喫水     | 11.5 m (38 ft)                                                  |
| 最大速   | 20ノット以上 (37+ km/h)                                         |
| 潜行深度 |                                                                 |
| 機関     | S8G reactor 1基                                                 |
| 乗員     | 士官13名、兵員140名                                             |
| 兵装     | 21インチ魚雷発射管4門 Mk-48魚雷 トライデント II弾道ミサイル24発 |
| モットー | Silent Sentry                                                   |
|          |                                                                 |

ネバダ(USS Nevada, SSBN-733)は、アメリカ海軍のオハイオ級原子力潜水艦の8番艦。艦名はネバダ州に因んで命名された。その名を持つ艦としてはネバダ級戦艦1番艦(BB-36)以来3隻目(当初「ネシャミニー(Neshaminy)」の予定艦名で建造され、「ネバダ」に改名して就役したスクリューフリゲートを初代とすると4隻目となる)。

## 艦歴
ネバダの建造は1981年1月7日にコネチカット州グロトンのジェネラル・ダイナミクス、エレクトリック・ボート社に発注され、1983年8月8日に起工した。1985年9月14日にキャロル・ラクソルト（上院議員ポール・ラクソルトの妻）によって命名、進水し、1986年8月16日にブルー班のF・W・ローム艦長およびゴールド班のウィリアム・ストーン艦長の指揮下就役した。
2006年8月1日から2日にかけて、ネバダは潜望鏡深度でファンデフカ海峡を通過中に、タグボートのフィリス・ダンラップがハワイ州ホノルルからワシントン州シアトルまで牽引していた2隻のはしけ舟の内1隻の牽引ロープと交差し破壊した。ネバダのセイル部分のグラスファイバーが破損し、別のタグボートが漂流したはしけ舟を牽引しなければならなかった。
2007年にはブルー班の乗組員が「Battle 'E'」を受賞した。本賞は艦隊で最優秀の艦に与えられる。ネバダは戦闘準備及び原子炉の安全運用で2年連続本賞を受賞した。